# Malacobdella japonica
Malacobdella japonica är en djurart som tillhör fylumet slemmaskar, och som beskrevs av Tadahiro Takakura 1897. Malacobdella japonica ingår i släktet Malacobdella och familjen Malacobdellidae. Inga underarter finns listade i Catalogue of Life.